# Strupczewo Duże
Strupczewo Duże – wieś sołecka w Polsce położona w województwie mazowieckim, w powiecie płockim, w gminie Brudzeń Duży.
| SIMC    | Nazwa           | Rodzaj    |
| ------- | --------------- | --------- |
| 0561193 | Strupczewo Małe | część wsi |
| 0561201 | Wymyślin        | część wsi |

W latach 1975–1998 miejscowość administracyjnie należała do województwa płockiego.